# Koloss (ukrainische Band)
Koloss ist eine 2011 gegründete Funeral-Doom-Band.

## Geschichte
Das Projekt Koloss entstand in der Zusammenarbeit des Sängers Sigimar und des Multiinstrumentalisten Eugeniy. Das Duo initialisierte Koloss als konzeptionelle Variation ihres Projektes Black Wings. Während sich das Duo mit Black Wings dem Thema der Natur widmete, ist Koloss am Werk des Autors H.P. Lovecraft orientiert. Das Duo veröffentlichte das Album Dødsstjernen als CD über Gris Records, ein Subunternehmen des ukrainischen Labels Boyanov Gimn Publishing. Das Album wurde ursprünglich mit dem Titel Exterioribus angekündigt. Nachdem das Duo jedoch den gleichnamigen Titel nicht auf das finale Album nahm geändert. Alle weiteren Veröffentlichungen erschienen als Musikdownload, derweil auch eine Split-EP mit Deathwish und das Album In Memory of H.P.L. Beide wurden über das Label Loneravn Records herausgegeben. Eine internationale Rezeption blieb aus.

## Stil
Die von Koloss gespielte Musik wird von der Band und dem Label als Funeral Doom und atmosphärischer Doom Metal beschrieben. Der überwiegend gutturale Gesang ist in norwegischer und englischer Sprache gehalten. Die Texte sind konzeptionell am Cthulhu-Mythos orientiert.

## Diskografie
- 2011: Dødsstjernen (Download-Single, Selbstverlag)
- 2011: Dødsstjernen (Album, Gris Records)
- 2018: Deathwish / Koloss (Download-Split-EP mit Deathwish, Loneravn Records)
- 2020: In Memory of H.P.L. (Download-Album, Loneravn Records)